# Paco, Nouky et Lola
Paco, Nouky et Lola est une série télévisée d'animation en 3D française en 52 épisodes de cinq minutes, réalisée par Jean-Christophe Craps, produite par Les Armateurs, diffusée en France à partir du 28 septembre 2011 sur France 5, dans Zouzous.

## Synopsis
Le spectateur assiste au quotidien de 3 amis : Paco, un âne ayant cinq ans, Nouky, un jeune ours de 4 ans et demi, et Lola, une vache âgée de trois ans et demi. Ils vivent seuls dans une grande maison qui sert souvent de cadre aux épisodes dans lesquels les camarades s'adonnent à des activités enfantines. La plupart du temps, une sorte d'élément déclencheur, souvent surnaturel, permet un scénario plus imprévisible. Le quatrième mur est également très fréquemment brisé, dans le but d'impliquer l'enfant qui regarde, cette série étant décrite sur la boite de son DVD comme « ludo-éducative et interactive pour rêver, inventer et apprendre ».

## Épisodes
1. L'envolée magique
2. La bulle merveilleuse
3. Paco fait de la magie
4. Les feuilles d'automne
5. Mais où est cachée Lola ?
6. Paco Fakir
7. La drôle de photo
8. Au clair de la lune
9. En voiture !
10. Rendez-moi mes oreilles !
11. Un ami très gourmand
12. L'écho de Paco
13. Un autocollant pas comme les autres
14. Champignons fripons !
15. De drôles de chats
16. Paco fait des bonds
17. Les fleurs de Lola
18. La danse des abeilles
19. La chasse aux ombres
20. La marelle fantastique
21. Les bons biscuits
22. Papi Paco
23. La peinture dans le ciel
24. Le petit nuage gris
25. L'ardoise magique
26. Debout tout le monde !
27. Le vélo volant
28. Les taches de la coccinelle
29. Les éventails
30. La petite canaille
31. La grande Lola
32. La danse de la pluie
33. Verre et plastique, ça se recycle !
34. Ranger c'est jouer !
35. Super Paco
36. Les couleurs de mon rêve
37. L'arbre à bananes
38. Tout le contraire
39. Le Roi des ricochets
40. Bon anniversaire, Paco !
41. Et si on jouait ?
42. Le puzzle géant
43. Le jeu des jumeaux
44. À travers les murs
45. Les dinosaures
46. La balade au plafond
47. Les images dans l'ordre
48. Un gros dodo !
49. La pêche au soleil
50. Le Paco-orchestre
51. Le petit lutin
52. Une mélodie dans nos oreilles !